# 徐鴻志
徐鴻志（1937年1月4日—2018年1月28日），為第九屆及第十屆桃園縣縣長，也是僅有的兩位能夠做完八年任期的縣長之一（另一位是第一、二屆縣長徐崇德）。早年曾擔任文昌國中、八德國中教師，前任桃園市市長鄭文燦為其學生。縣長任內將桃園神社完整保留而不改建，成為全台唯一留存至今的神社。

## 外部連結
- 劉寧顏編，《重修台灣省通志》，台灣省文獻委員會，1994年。